# Венделін Бегайм
Венделін Бегайм (нім. Wendelin Boeheim або Böheim; 17 вересня 1832, Вінер-Нойштадт — 1 листопада 1900, Відень) — австрійський зброєзнавець і військовий діяч.

## Біографія
Отримав військову освіту. 1859 року взяв участь в австро-італо-французькій війниі, у 1866 — в австро-прусській.
У 1878 році став хранителем імператорського збройового зібрання у Відні і взяв участь у створенні на його основі Художньо-історичного і Військово-історичного музеїв.

## Науковий доробок
Був одним з творців європейської школи зброєзнавства. У 1897 році заснував «Журнал історичного зброєзнавства» (нім. Zeitschrift für historische Waffenkunde) і став його редактором. Автор кількох книг та публікацій з історичної тематики, найбільш відома з яких — «Довідник з озброєння. Збройова справа в його історичному розвитку від початку середніх століть до кінця XVIII ст.» (нім. Handbuch der Waffenkunde. Das Waffenwesen in seiner historischen Entwicklung vom Beginn des Mittelalters bis zum Ende des 18 Jahrhunders.) — була опублікована в Лейпцигу в 1890 році. У цій книзі розглянуто європейська захисна, холодна, вогнепальна зброя та спорядження IV—XVIII століть, показані регіональні особливості і розвиток озброєння в комплексі.

### «Довідник з озброєння»
Робота була видана в Лейпцигу (1890) і стала класичною ще за життя автора. Еволюція майже всіх видів наступального і захисного озброєння протягом 4-18 століть викладена в систематичному порядку; виклад заснований на матеріалі з Австрії, Німеччини, Франції, Іспанії, Італії, Угорщини та інших країн Західної та Центральної Європи. Враховано деякі матеріали зі Східної Європи. Зачіпаються відомості кавказької, турецької, перської, китайської та японської зброї.
Важливою особливістю роботи був опис збройної справи в середньовічній Європі як наднаціональної, на противагу поширеному підходу, в якому перебільшуються тодішні національні особливості.
Робота не зачіпала загальних закономірностей військової справи і причин технічного прогресу в ній. Однак навіть часткові спостереження Бегайма були сприйняті зьроєзнавчим співтовариством як авторитетні, і визначили багато напрямків більш пізніх досліджень.
Деякі міркування і пояснення Бегайма підтвердилися лише частково (наприклад, роль впливу Сходу під час хрестових походів) і навіть були спростовані (про винахід вогнепальної зброї на Сході, про існування доспехів з нашитими кільцями), а досягнення археології 20 століття поправили або змінили деякі з його періодизацій (наприклад, шпор з зірками, застосування пістолетів, арбалетних гаків тозо)